# Villu (Film)
வில்லு (tamilisch „Bogen“), engl. Villu, ist ein tamilischer Thriller aus dem Jahr 2009 unter der Regie von Prabhu Deva. Es handelt sich um ein Remake des indischen Action-Thrillers Soldier aus dem Jahr 1998. In der Hauptrolle ist Vijay (Joseph Vijay Chandrasekhar) zu sehen, der eine Doppelrolle übernimmt. Weitere wichtige Figuren werden durch Diana Mariam Kurian (Nayantara) und Prakash Raj verkörpert. Der Film wurde von Ayngaran International produziert und vertrieben. Er wurde in Hindi synchronisiert unter dem Titel Ek Aur Jaanbaaz Khilladi und in Telugu unter dem Titel Yamakantri veröffentlicht.